# Witoogeend
De witoogeend (Aythya nyroca) is een vogel uit de familie Anatidae (zwanen, ganzen en eenden). 

## Kenmerken
Een volwassen exemplaar is ongeveer 40 centimeter groot en is daarmee iets kleiner dan de kuifeend. Het verenkleed van de woerd is aan de bovenzijde zwart. Tevens heeft de vogel witte ogen en een roodbruine kop, hals, borst en flanken. Onder de staart zit een zwarte vlek en een brede, witte vleugelstreep. Het vrouwtje is doffer roodbruin met een bruin oog. Witte vlek onder de staart en ook een witte vleugelstreep.

## Leefwijze
Het voedsel bestaat uit water- en moerasplanten, maar ook uit kleine waterdieren.

## Voortplanting
Het legsel bestaat uit zes tot elf licht geelbruine eieren, die door het vrouwtje gedurende 26 dagen worden bebroed.

## Verspreiding en leefgebied
Deze soort komt voor van westelijk Europa en noordwestelijk Afrika tot centraal Azië in moerassen en op zoete wateren met een dichte oeverbegroeiing in binnenwateren. 

## Voorkomen in Nederland
In Nederland is de witoogeend een heel zeldzame broedvogel; het laatste zekere broedgeval vond plaats in 2010. Ook in de trektijd en in de winter worden in Nederland slechts enkele vogels gezien.

## Status
De grootte van de populatie is in 2017 geschat op 180.000 tot 240.000 vogels. Op de Rode lijst van de IUCN heeft deze soort de status gevoelig.